# Casale sul Sile
Casale sul Sile – miejscowość i gmina we Włoszech, w regionie Wenecja Euganejska, w prowincji Treviso.
Według danych na rok 2004 gminę zamieszkiwały 9452 osoby, 363,5 os./km².